# 小行星8650
小行星8650（英語：8650）是一颗围绕太阳公转的小行星。1989年10月5日，安東寧·姆爾科斯在克列特发现了此天体。
这颗小行星的绝对星等为109.29005等。